# Oldřiš
Oldřiš település Csehországban, a Svitavyi járásban. Oldřiš Lubná, Borová, Kamenec u Poličky, Telecí, Široký Důl és Sádek településekkel határos. Lakosainak száma 664 fő (2024. január 1.).

## Népesség
A település lakosságának változását az alábbi diagram mutatja:
| Lakosok száma | 1160 | 1049 | 1019 | 790  | 703  | 680  | 662  | 655  | 639  | 664  |
|               | 1869 | 1890 | 1921 | 1950 | 1980 | 2001 | 2017 | 2019 | 2022 | 2024 |